# Matteo Bovenzi
Matteo Bovenzi (17 de junio de 2005) es un deportista italiano que compite en pentatlón moderno. Ganó una medalla de plata en el Campeonato Europeo de Pentatlón Moderno de 2025, en la prueba de relevo mixto.

## Medallero internacional
| Campeonato Europeo | Campeonato Europeo | Campeonato Europeo | Campeonato Europeo |
| Año                | Lugar              | Medalla            | Competición        |
| ------------------ | ------------------ | ------------------ | ------------------ |
| 2025               | Madrid (España)    | Medalla de plata   | Relevo mixto       |